# NGC 93

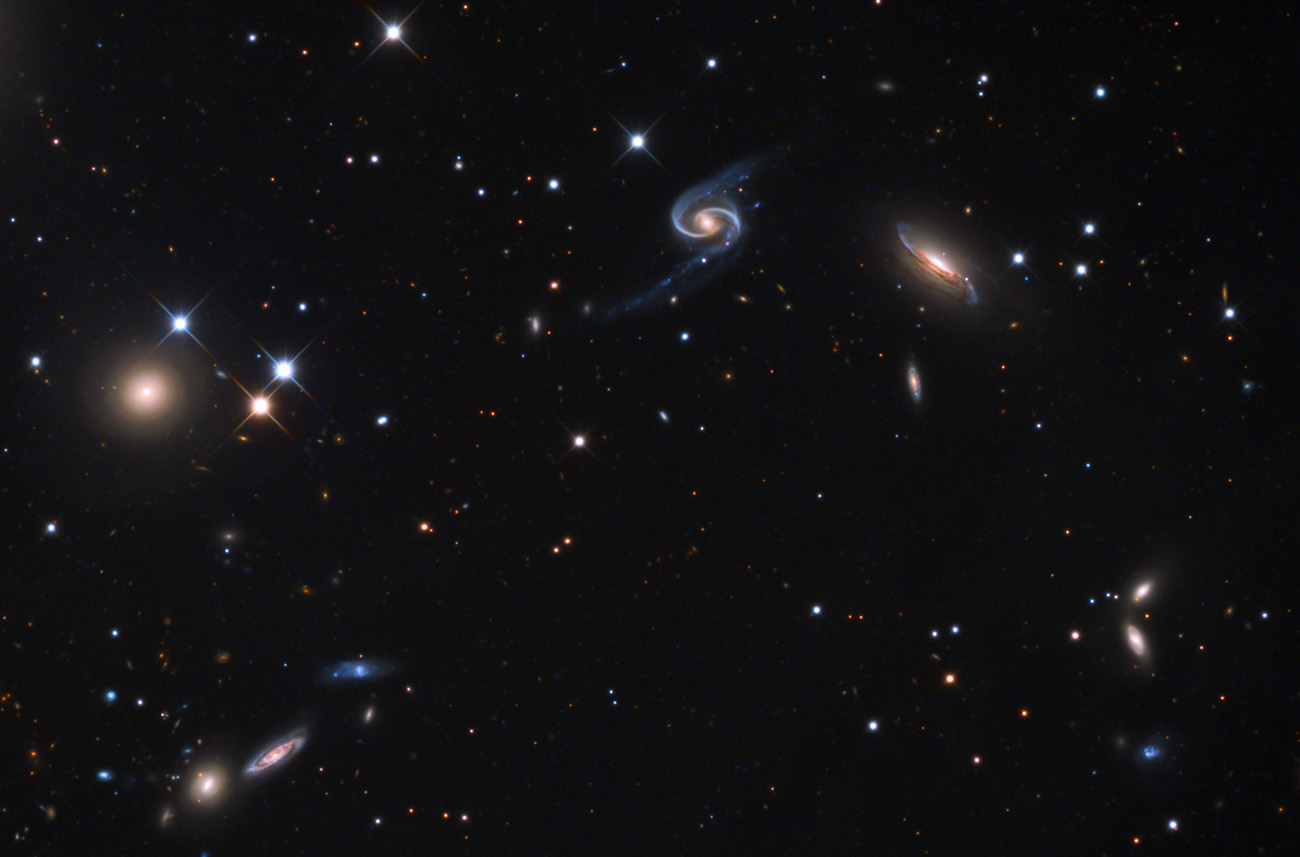
NGC 93 en haut à droite et NGC 90 en haut au centre. (Adam Block (Observatoire du mont Lemmon/Université de l'Arizona)

NGC 93 est une galaxie spirale située dans la constellation d'Andromède. NGC 93 a été découverte par l'astronome irlandais R. J. Mitchell en 1854.

## Caractéristiques
Sa vitesse par rapport au fond diffus cosmologique est de 5 038 ± 26 km/s, ce qui correspond à une distance de Hubble de 74,3 ± 5,2 Mpc (∼242 millions d'al).
NGC 93 renferme des régions d'hydrogène ionisé.
À ce jour, 11 mesures non basées sur le décalage vers le rouge (redshift) donnent une distance de 79,955 ± 21,863 Mpc (∼261 millions d'al), ce qui est à l'intérieur des valeurs de la distance de Hubble.

## Groupe de NGC 80

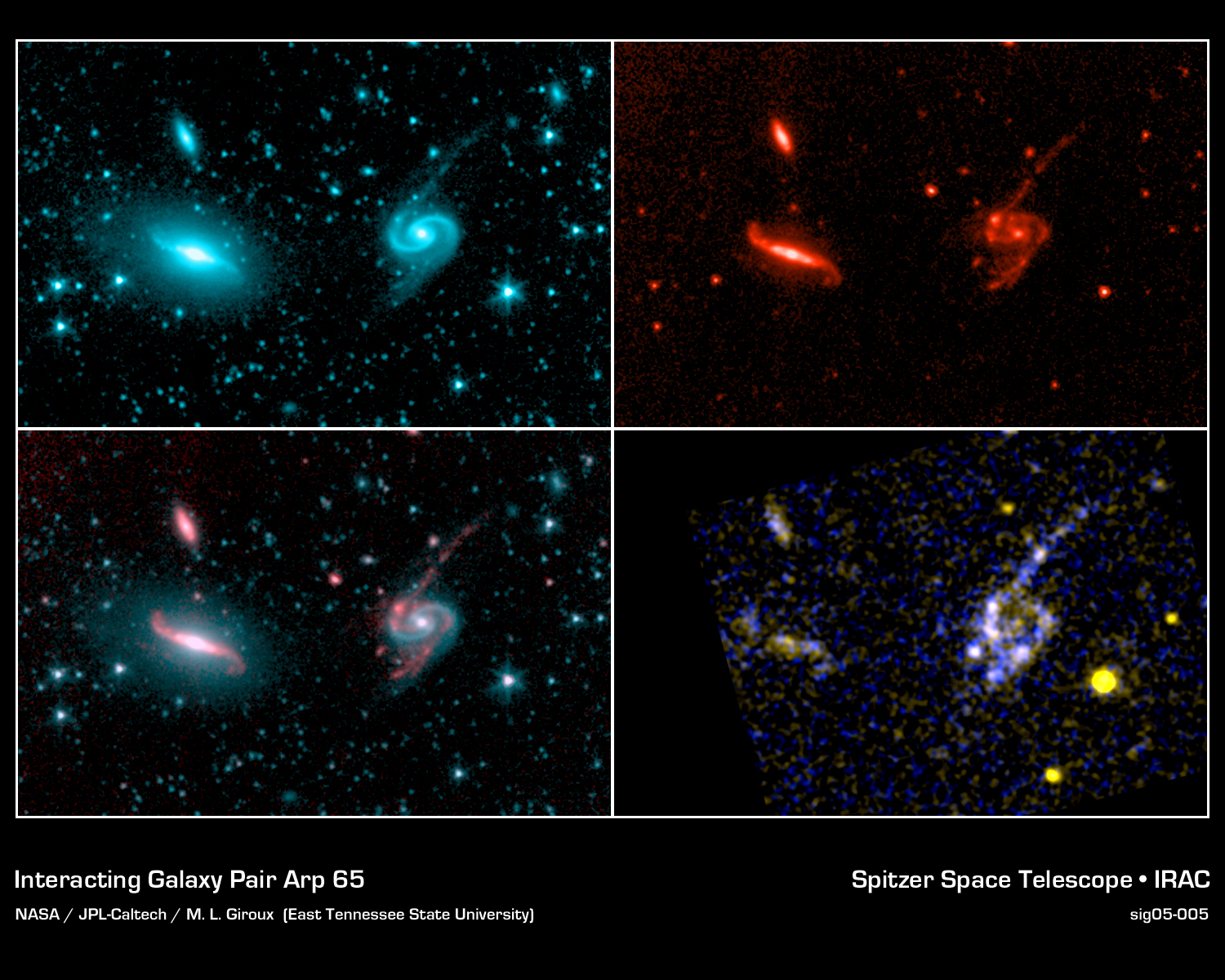
Arp 65. (NASA/JPL-Caltech/M. L. Giroux)

NGC 93 fait partie du groupe de NGC 80. Ce groupe comprend les galaxies NGC 80, NGC 81, NGC 84, NGC 86, IC 1541, IC 1548, MCG 01-02-10 (PGC 1384), CGCG 479-014B (PGC 1662109) et UCM 18+2216 (PGC 1671888). Une autre étude inclut la galaxie NGC 79 dans ce groupe. De plus, la base de données NASA/IPAC indique que NGC 90 et NGC 93 forment une paire de galaxies en interaction gravitationnelle. Ces deux galaxies sont près l'une de l'autre sur la sphère céleste et leur distance semblable à la Voie lactée sont semblables. Il semble donc, même si NGC 90 n'est pas mentionné dans les deux études mentionnées précédemment, qu'on doive l'inclure dans le groupe de NGC 80. Selon la version allemande de Wikipédia, la galaxie IC 1546 (aussi appelée NGC 85B sur le site de Wolfgang Steinicke) fait aussi partie du groupe de NGC 80. Elle est dans la même région du ciel que les autres galaxies mentionnées plus haut et à peu près à la même distance de la Voie lactée. Il faudrait donc aussi l'inclure dans ce groupe.
NGC 93 et NGC 90 forment une paire interactive incluse dans l'atlas des galaxies particulières sous la désignation Arp 65.